# (4167) Riemann
(4167) Riemann es un asteroide perteneciente al cinturón de asteroides, descubierto el 2 de octubre de 1978 por la astrónoma ucraniana Liudmila Zhuravliova desde el Observatorio Astrofísico de Crimea (República de Crimea).

## Designación y nombre
Designado provisionalmente como 1978 TQ7. Fue nombrado Riemann en honor al matemático alemán Bernhard Riemann.